# دون لاتيمر
دون لاتيمر (بالإنجليزية: Don Latimer)‏ هو لاعب كرة قدم أمريكية أمريكي، ولد في 1 مارس 1955 في فورت بيرس في الولايات المتحدة.

## وصلات خارجية
- دون لاتيمر على موقع مرجع كرة القدم المحترفة.كوم (الإنجليزية)